# George Reader
George Reader (Nuneaton, 22 novembre 1896 – Southampton, 13 luglio 1978) è stato un calciatore e arbitro di calcio inglese.
Diresse la celeberrima partita passata alla storia come "Maracanazo", disputata il 16 luglio 1950 a Rio de Janeiro tra Brasile e Uruguay.

## Carriera da calciatore
Di professione insegnante, Reader, al termine della prima guerra mondiale, fu assunto dal College St. Luke's di Exeter.
Qui disputò la stagione 1919-1920 del campionato amatoriale di Southern Football League con la maglia dell'Exeter City.
A seguito di una brillante prestazione in amichevole, il 3 gennaio 1920, contro il Southampton, Reader fu ingaggiato dai Saints per la stagione seguente del campionato di Third Division South, quale riserva dell'attaccante Bill Rawlings.
Tuttavia, data l'estrema prolificità di Rawlings, Reader riuscì a scendere in campo solamente tre volte, tanto che a fine stagione si trasferì al club della Harland and Wolff, per poi chiudere la carriera, nel 1930, dopo otto stagioni al Cowes Sports Football Club.

## Carriera da arbitro
Nello stesso anno in cui terminò la carriera da calciatore, Reader iniziò la carriera di arbitro. Dal 1933 al 1940 diresse gare in Football League, fino all'interruzione del campionato per lo scoppio della seconda guerra mondiale.
Ma anche durante il conflitto, Reader fu incaricato di arbitrare due finali della Football League War Cup, oltre ad alcune partite del Torneo Interbritannico.
Nel 1944 rassegnò le dimissioni dalla lista degli arbitri della Football League, ma la fama di Reader all'estero fece sì che venisse incaricato della direzione di svariate gare internazionali (tra cui uno Spagna-Argentina, disputato a Barcellona nel 1947; uno Svezia-Ungheria, giocato a Stoccolma nel 1949; e, nello stesso anno, una sfida tra Regno Unito e "Resto del mondo" all'Hampden Park di Glasgow). Nel frattempo, nel 1948, all'età di 52 anni, fu richiamato dalla Football Association per arbitrare Brentford-Chelsea al Griffin Park.
L'abilità dimostrata nell'arbitraggio di tali partite fu tale che Reader venisse selezionato, insieme ai colleghi Arthur Edward Ellis e a Reg Leafe, tra i direttori di gara inglesi destinati ad arbitrare ai mondiali di calcio in programma in Brasile nel 1950.
A Reader fu, anzitutto, assegnata la direzione del match inaugurale tra Brasile e Messico, vinto per 4-0 dai padroni di casa, nonché della sfida con cui l'Uruguay superò per 8-0 la Bolivia, qualificandosi al girone finale.
Il Brasile, intanto, dopo il deludente pareggio per 2-2 contro la Svizzera nell'ultima partita del proprio girone iniziale, attribuì la colpa del risultato al presunto cattivo arbitraggio dello spagnolo Ramón Azon Roma. La Federazione brasiliana, pertanto, chiese alla FIFA che le tre partite del girone finale che avrebbero visto impegnata la Seleçao fossero arbitrate da inglesi, evidentemente ritenuti i migliori tra i direttori di gara della Coppa del mondo.
Il Brasile fu accontentato: Ellis arbitrò Brasile-Svezia (vinta 7-1 dai sudamericani), mentre Leafe diresse Brasile-Spagna (vinta per 6-1 dai padroni di casa). A Reader toccò arbitrare la partita decisiva tra Brasile e Uruguay (quest'ultimo, nel girone finale, secondo con 3 punti, dietro al Brasile con 4), che avrebbe assegnato il titolo mondiale.
Tale partita, pur non essendo formalmente una finale (prevedendo la formula del mondiale del 1950 un girone finale), viene sostanzialmente ritenuta tale, trattandosi del match decisivo di quella edizione della Coppa del mondo di calcio. Sposando questa interpretazione, Reader può definirsi il primo inglese e, a 53 anni e 236 giorni anni di età, il più anziano direttore di gara ad arbitrare una finale dei mondiali di calcio (record, quest'ultimo, che dura tutt'oggi).
La gara passò alla storia per la clamorosa vittoria dell'Uruguay, che si aggiudicò il titolo mondiale per la seconda volta.
Dopo i mondiali, Reader lasciò definitivamente la carriera di arbitro. Continuò, invece, a lavorare come insegnante, andando in pensione nel 1960.

### Videografia
- Federico Ferri, Federico Buffa, Storie Mondiali: Il Maracanazo (1950), Sky Sport, 2014.